# Volkse

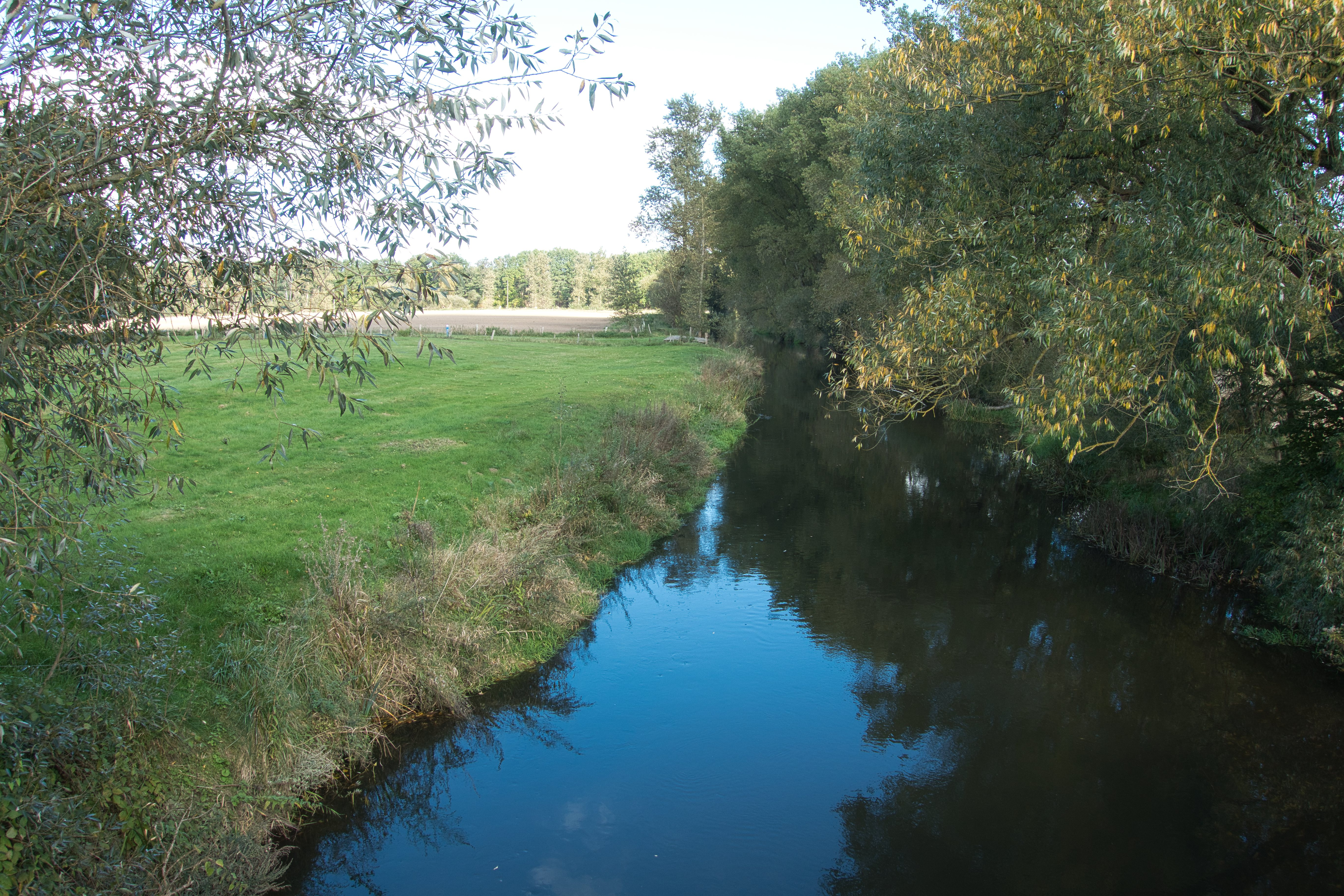
Oker bei Volkse

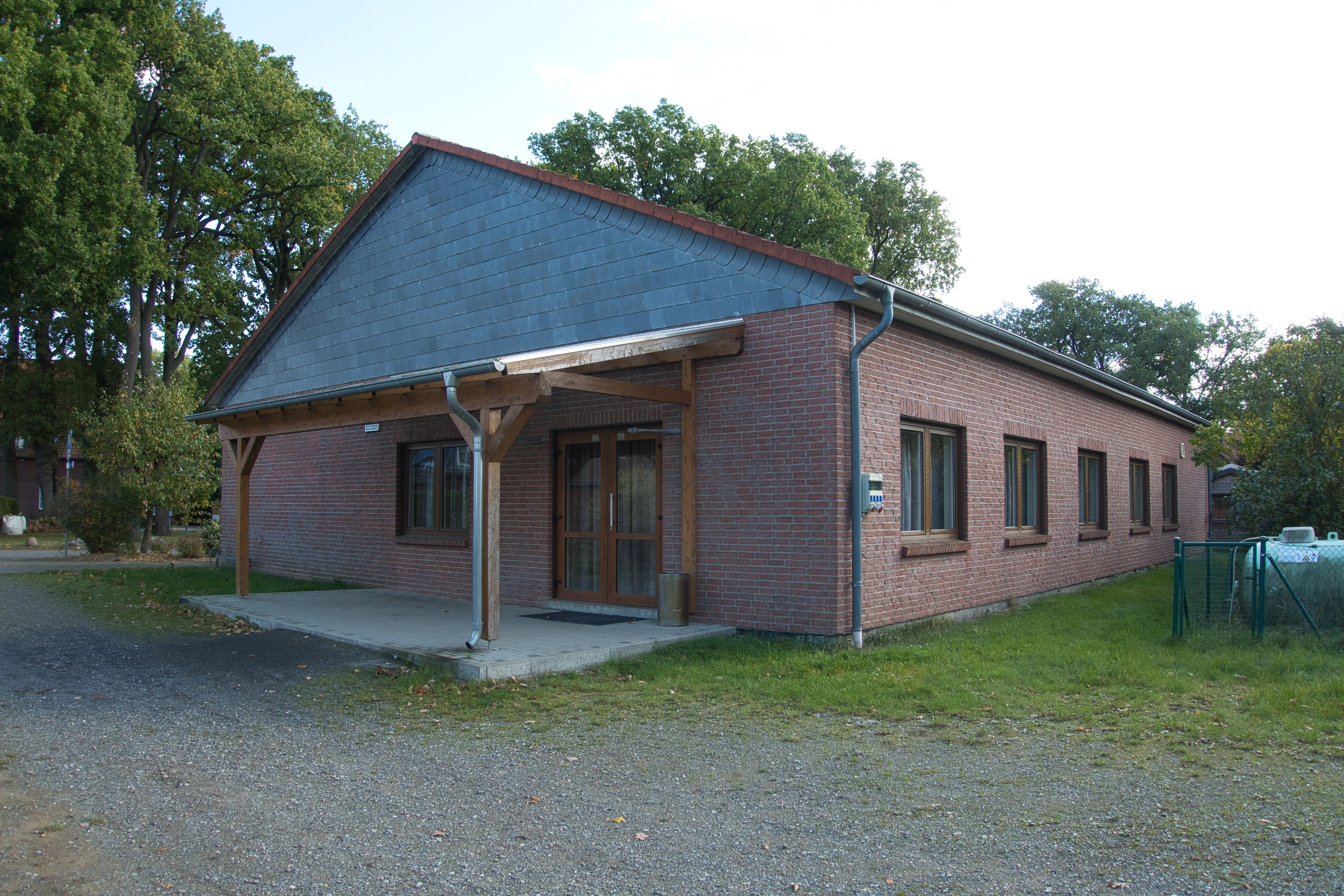
Dorfgemeinschaftshaus in Volkse

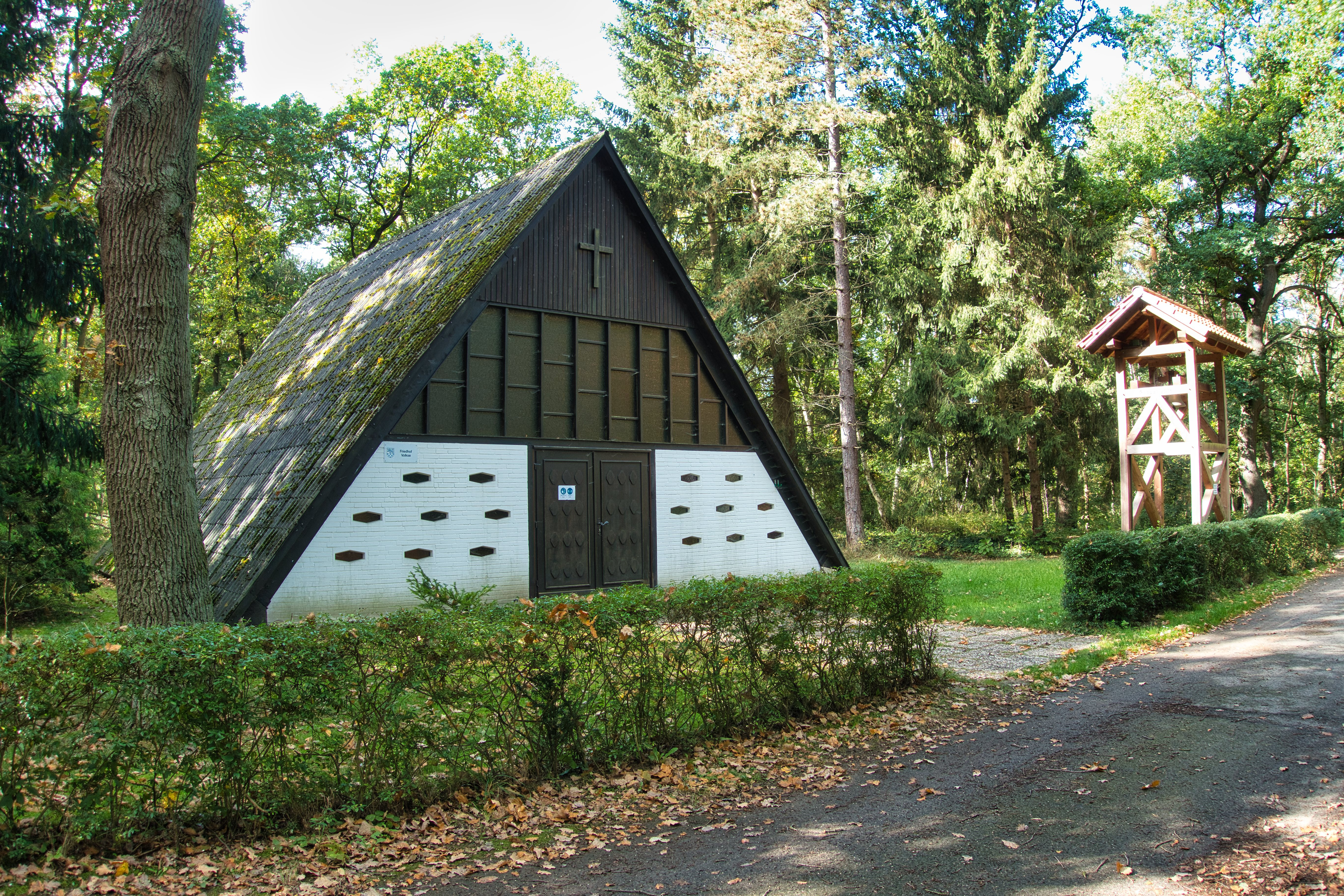
Friedhofskapelle in Volkse

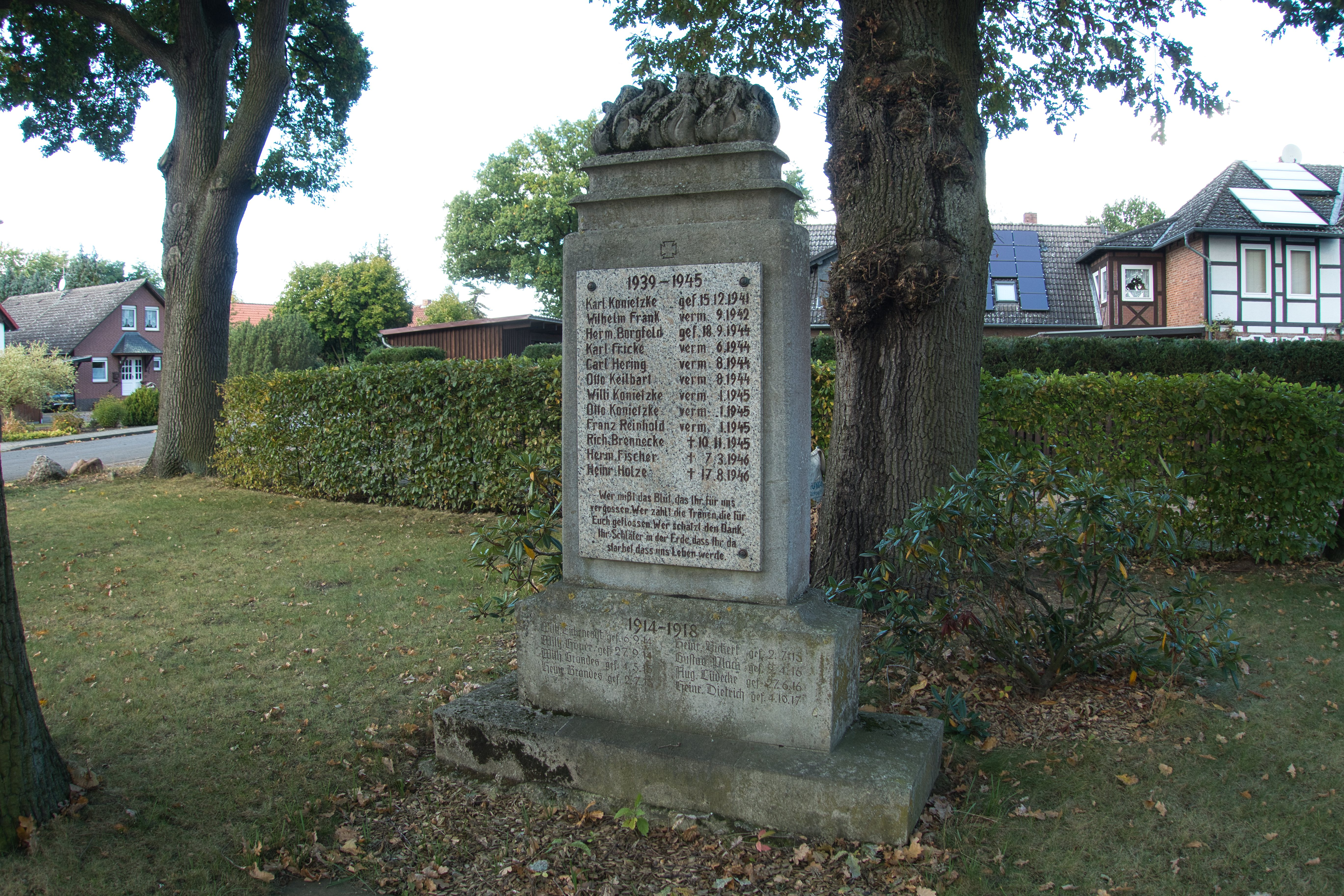
Ehrenmal in Volkse

Volkse ist ein Ortsteil der Gemeinde Hillerse in der Samtgemeinde Meinersen im Landkreis Gifhorn.

## Geographie

### Lage
Volkse liegt ca. 3 km nördlich des Hauptortes Hillerse im südwestlichen Teil des Landkreises Gifhorn. Über die östlich des Ortes entlang laufende Oker erreicht man Dalldorf, in ca. 1 km Entfernung und über die Kreisstraße 45, nach ca. 3 km, den Nachbarort Leiferde. Auf der westlichen Seite schließt Volkse an den Landkreis Peine mit dem ebenfalls in ca. 3 km Entfernung liegenden Ort Rietze an.

## Geschichte

### Eingemeindung
Am 1. März 1974 wurde die Gemeinde Volkse im Rahmen der Gebietsreform in Niedersachsen nach Hillerse eingemeindet. Die Gemeinde Hillerse gehört zur Samtgemeinde Meinersen.

### Einwohnerentwicklung
| Jahr      | 1910 | 1925 | 1933 | 1939 | 2009 | 2021 |
| --------- | ---- | ---- | ---- | ---- | ---- | ---- |
| Einwohner | 136  | 145  | 164  | 162  | 234  | 228  |

## Religion
Kirchlich ist Volkse an die evangelisch-lutherische St. Viti Kirchengemeinde Leiferde angebunden.

## Politik

### Gemeinderat
Politisch ist der Ort Volkse in den Gemeinderat Hillerse und darüber in den Samtgemeinderat Meinersen eingebunden.

### Bürgermeister
Bürgermeister der Gemeinde Hillerse ist Philipp Raulfs (SPD).

## Kultur und Sehenswürdigkeiten

### Regelmäßige Veranstaltungen
Das gemeinsam mit dem Nachbarort Dalldorf durchgeführte und jährlich stattfindende Schützenfest wird vom SV Volkse-Dalldorf von 1921 e.V. ausgerichtet. Veranstaltungsort ist der, zwischen den Orten Volkse und Dalldorf, jenseits der Oker liegende, Vereinssportplatz.

### Vereine
- SV Volkse-Dalldorf von 1921 e.V.

## Wirtschaft und Infrastruktur

### Unternehmen
Im Ortskern befindet sich das Seminar- und Tagungshotel Herrenhaus Volkse.

### Öffentliche Einrichtungen
Die Ortschaft verfügt über eine Dorfgemeinschaftshaus, welches Vereinen und Personen aus Volkse und der Umgebung zur Verfügung steht.
Der Friedhof liegt in einem kleinen Waldstück außerhalb des Ortes. Diesen erreicht man, wenn man der Straße in Richtung Seershausen ca. 2 km folgt.

### Bildung
Für die jüngsten Schüler steht die Ovaraka Grundschule in Hillerse zur Verfügung. Weiterführend sind Hauptschule, Realschule, eine offene Ganztagsschule und ein Gymnasium in Meinersen zugänglich.

### Verkehr
Über die nahe gelegene Bundesstraße 214 erreicht man die Bundesautobahn 2 mit der Anschlussstelle Braunschweig-Watenbüttel. Die nächstgelegenen Personenbahnhöfe befinden sich in Leiferde und Ohof (Bahnhof Meinersen-Ohof).
Über die Buslinien 143 (BBG) und 145 (VLG) ist Volkse an den öffentlichen Nahverkehr angebunden.